# Хридоли
Хридо́ли (груз. ხრიდოლი) — грузинское боевое искусство, включающее в себя ударную и бросковую технику, а также владение традиционным клинковым оружием. 
Вплоть до начала XX столетия в каждом регионе Грузии имелись особые места, отведённые под состязания в боевых искусствах, которые проводились в виде военных манёвров с участием тысяч людей, сражавшихся по правилам «салдасти» (с применением деревянного оружия). Воинские традиции и обычаи проведения соревнований были весьма разнообразны, всего в разных местностях выделяется более 30 стилей борьбы и рукопашного боя. 
В XX в. грузинские техники рукопашного боя оказали определенное влияние на развитие самбо, однако собственно грузинские обычаи пришли в упадок. 
Их возрождение началось в 1980-е гг. и основывалось как на изучении фольклорных источников, так и на собственной практике разработчиков. В 1989 при обществе им. Руставели было создано отделение грузинских боевых искусств, в 1990 сформирована Федерация грузинских боевых искусств (первый президент Леван Кикалеишвили). К федерации присоединилось много существовавших ранее и новых клубов (к настоящему времени их число достигло 20). В 1999 решением федерации четыре традиционных стиля были объединены в один под названием Шавпароснеби. С того же времени проводятся соревнования по системе триатлона: первый раунд — «грузинская борьба», второй — «хевсурийское фехтование», третий — «грузинский бокс»; планируется также добавление четвёртой дисциплины — стрельбы из лука.